# Observatoire Coats
Pour les articles homonymes, voir Coats.
L’Observatoire Coats (Coats Observatory) est l'un des quatre observatoires astronomiques publics du Royaume-Uni. 
Il est situé à Paisley, en Écosse, et a été conçu par l'architecte John Honeyman sur un financement local en provenance du propriétaire de filatures Thomas Coats. La conception a intégré de nombreuses caractéristiques de l'architecture victorienne.
Le bâtiment fut ouvert le 1er octobre 1883. Le télescope utilisé date de 1889. En 1901, du matériel d'enregistrement sismique fut intégré dans un pavillon. Il fut démoli vers 1930 mais l'observatoire continue à fonctionner comme une station de surveillance sismique du British Geological Survey. 